# Alta Luz, Huatusco
Alta Luz är en ort i Mexiko.   Den ligger i kommunen Huatusco och delstaten Veracruz, i den sydöstra delen av landet, 230 km öster om huvudstaden Mexico City. Alta Luz ligger 1 147 meter över havet och antalet invånare är 655.
Terrängen runt Alta Luz är huvudsakligen kuperad, men åt nordost är den platt. Runt Alta Luz är det tätbefolkat, med 276 invånare per kvadratkilometer. Närmaste större samhälle är Huatusco de Chicuellar, 7,2 km norr om Alta Luz. I omgivningarna runt Alta Luz växer i huvudsak städsegrön lövskog.